# Acentropelma gutzkei
Espèce
Synonymes
- Crypsidromus gutzkei Reichling, 1997
- Lasiodora gutzkei (Reichling, 1997)

Acentropelma gutzkei est une espèce d'araignées mygalomorphes de la famille des Theraphosidae.

## Distribution
Cette espèce est endémique du Belize.

## Description
Le mâle holotype mesure 27,7 mm

## Étymologie
Cette espèce est nommée en l'honneur de William H. N. Gutzke.

## Publication originale
- Reichling, 1997 : A new species of Crypsidromus from Belize (Araneae, Mygalomorphae, Theraphosidae). Journal of Arachnology, vol. 25, p. 49-52 (texte intégral).